# Ernst Sachse
Ernst Sachse (Altenburg, 25 januari 1813 – Weimar, 5 oktober 1870) was een Duits componist en muziekuitgever.
Zijn bekendste composities zijn de concertinos voor bastrombone, tenortrombone en orkest. 

## Composities

### Werken voor orkest
- 1840 Polonaise in E-groot, voor groot orkest[1]
- Polka in Bes-groot, voor orkest[1]
- Concertino in F-groot, voor bastrombone en orkest
- Concertino in Bes-groot, voor trombone en orkest

### Werken voor harmonieorkest
- Feestmars en polka in Es-groot[1]
- Soldatentraum und Erwachen in Es-groot, mars[1]
- Vier marsen voor militaire kapel (As-groot, Es-groot, Bes-groot en F-groot)[1]
- Ouvertüre und Zwischenaktmusiken[1]
- Concertino in F-groot, voor bastrombone en harmonieorkest
  1. Allegro
  2. Andante
  3. Allegro moderato
  4. Variation I
  5. Variation II
- Concertino in Bes-groot, voor trombone en harmonieorkest
  1. Allegro Maestoso
  2. Adagio (attacca)
  3. Allegro maestoso
- Concertino in Es-groot, voor solo Es-kornet of trompet en koperensemble[2]

### Kamermuziek
- Sonate, voor hoorn en piano
- Strijkkwartet 4
- Zes concertante duetten, voor twee trompetten
- Zes duetten, voor twee trompetten

### Etudes
- 100 Etüden, voor trompet
- 28 Etüden, voor trompet